# 7500
『7500』（原題：Flight 7500）は、2014年のアメリカ合衆国・日本合作のホラー映画。

## あらすじ
ロサンゼルス国際空港から東京羽田空港に向かっていた7500便。機内には、ヘビメタ女やアジア横断旅行を計画している男など、様々な乗客が搭乗していた。離陸後、すぐに乱気流に巻き込まれてしまい、乗客らはパニックになり...。

## スタッフ
- 監督：清水崇
- 脚本：クレイグ・ローゼンバーグ
- 製作：一瀬隆重
- 製作総指揮：トレイシー・マクグラス、ジョン・ミドルトン、スティーヴン・シュナイダー
- 音楽：タイラー・ベイツ
- 撮影：デヴィッド・タッターサル
- 編集：ショーン・バ
- プロデューサー：ロイ・リー
- 衣装：マギャリー・ギダッチ
- キャスティング：ケリー・ワーグナー
- 日本語字幕：池村正志
- 装飾：ロバート・グールド
- プロダクションデザイン：ジェームズ・ヒンクル

## キャスト
- スージー・リー：ジェイミー・チャン
- ローラ・バクスター：レスリー・ビブ
- リック・ルイス：ジェリー・フェラーラ
- リズ・ルイス：ニッキー・ウェラン
- ブラッド・マーティン：ライアン・クワンテン
- ピア・マーティン：エイミー・スマート
- へイニング機長：ジョナサン・シェック
- ジャシンタ：スカウト・テイラー＝コンプトン
- ジェイク：アレックス・フロスト
- ランス・モレル：リック・ケリー
- ラケル・メンドーサ：クリスチャン・セラトス